# Гарави сокак
Гарави сокак је српска поп-рок група. Основана је 1989. године у Новом Саду.

## Дискографија

### Студијски албуми
- Гарави сокак (1989)
- Гарави сокак 2 (1990)
- Гарави сокак (1991)
- Да се врате срећни дани (1992)
- Слова твога имена (1994)
- Добро је (1996)
- Саградићемо брод (1998)
- Довиђења туго (2001)
- Свако има неког кога више нема (2004)
- Ја бих за тебе дао све (2008)
- Зрнце љубави (2014)

### Концертни албуми
- Унплугед (1996)
- Акустик - највећи хитови (Уживо) (2008)
- Отварање банкомата у Каравукову (Уживо) (2023)

### Компилације
- Најлепше песме (2002)
- Ко те има тај те нема (2006)